# Bernhard von Ibbenbüren
Bernhard von Ibbenbüren († 23. Mai 1203) war von 1188 bis 1203 als Bernhard II. Bischof von Paderborn. Er gilt teilweise als erster Fürstbischof.

## Leben
Er stammte aus der Familie der Edelherren von Ibbenbüren. Teilweise wurde er von der älteren Forschung wegen der verwandtschaftlichen Nähe fälschlich der Familie der Edelherren von Oesede zugeschrieben. Bernhard war Sohn eines Gottschalks. Er hatte mehrere Brüder und Schwestern. Allerdings starb mit dem Tod Bernhards das Geschlecht aus.
Bernhard trat in den geistlichen Stand ein. Zumindest in Münster gehörte er dem Domkapitel an. Urkundlich wurde er dort erstmals 1155/56 genannt. Im Jahr 1172 hat er Besitzungen dem Überwasserstift als Memorialstiftung für seinen Bruder Konrad und nach seinem eigenen Tod für sein Gedenken gestiftet. Im Jahr 1173 war er Domcellearius. Er war von 1178 bis 1188 Domdechant.
Eine erste Urkunde als Bischof stellte er am 6. April 1188 aus. Zu Beginn seiner Regierung bestätigte er dem Kloster Marienmünster alle Schenkungen seines Vorgängers Bernhard I. Er hatte Auseinandersetzungen mit den Vögten des Bistums aus dem Haus der Schwalenberger Grafen und Waldecks. Dabei kam es zu kriegerischen Auseinandersetzungen. Bernhard eroberte in diesem Zusammenhang die Burg Brobeck und zerstörte sie. Er erwarb 1189 die seit 1124 bei den Schwalenbergern liegenden Vogteirechte für das Hochstift. Außerdem tauschte er die Burg Plesse bei Göttingen gegen die an das Reich zurückgefallene Herrschaft der Grafen von Bomenburg um die Burg Desenberg. Dazu gehörte auch die um 1200 erstmals erwähnte Stadt Warburg. Den Einfall des Grafen Bernhard von der Lippe machte er durch einen Vergleich ein Ende. Er belehnte Bernhard von Lippe mit der Hälfte des Falkenberges zwischen Detmold und Horn und baute zusammen mit diesem die Falkenburg. Außerdem trugen die Edelherren Bertold und Dietmar von Büren dem Bischof ihre Burg und Teile ihres Besitzes zu Lehen auf. Die Stadt Büren erbauten sie unter bischöflicher Oberherrschaft.
Insbesondere hat er aber im engeren kirchlichen Bereich gewirkt. Bernhard hat auf eine strenge Kirchendisziplin geachtet und die Klöster gefördert.
Im Streit zwischen Otto IV. und Philipp von Schwaben, stand Bernhard auf Seiten Ottos.